# Winthorpe
Winthorpe is een civil parish in het bestuurlijke gebied Newark and Sherwood, in het Engelse graafschap Nottinghamshire met 650 inwoners.